# Glen Sather
Temple de la renommée : 1997
Glen Cameron Sather (né le 2 septembre 1943 à High River ville de la province de l'Alberta au Canada) est un joueur professionnel et entraîneur de hockey sur glace en Amérique du Nord,.

## Carrière en club
Il commence sa carrière en jouant dans la Ligue centrale professionnelle de hockey en 1964. Il joue alors pour les Wings de Memphis puis pour les Blazers d'Oklahoma City. Il rejoint la Ligue nationale de hockey et les Bruins de Boston pour jouer cinq matchs de la saison régulière 1966-1967.
Au total, dans sa carrière de joueur, il jouera dix saisons dans la LNH et une saison dans l'Association mondiale de hockey pour de nombreuses franchises. Il connaît sa meilleure saison en 1976-1977, sa dernière saison, en inscrivant un record personnel de 53 points.

## Statistiques
| Saison     | Équipe                   | Ligue      |     | Saison régulière | Saison régulière | Saison régulière | Saison régulière | Saison régulière |   | Séries éliminatoires | Séries éliminatoires | Séries éliminatoires | Séries éliminatoires | Séries éliminatoires |
| Saison     | Équipe                   | Ligue      | PJ  | B                | A                | Pts              | Pun              | PJ               | B | A                    | Pts                  | Pun                  |                      |                      |
| 1964-1965  | Wings de Memphis         | LCPH       | 69  | 19               | 29               | 48               | 98               |                  |   |                      |                      |                      |                      |                      |
| 1965-1966  | Blazers d'Oklahoma City  | LCPH       | 64  | 13               | 12               | 25               | 76               | 9                | 4 | 4                    | 8                    | 14                   |                      |                      |
| 1966-1967  | Blazers d'Oklahoma City  | LCPH       | 57  | 14               | 19               | 33               | 147              | 11               | 2 | 6                    | 8                    | 24                   |                      |                      |
| 1966-1967  | Bruins de Boston         | LNH        | 5   | 0                | 0                | 0                | 0                |                  |   |                      |                      |                      |                      |                      |
| 1967-1968  | Bruins de Boston         | LNH        | 65  | 8                | 12               | 20               | 34               | 3                | 0 | 0                    | 0                    | 0                    |                      |                      |
| 1968-1969  | Bruins de Boston         | LNH        | 76  | 4                | 11               | 15               | 67               | 10               | 0 | 0                    | 0                    | 18                   |                      |                      |
| 1969-1970  | Penguins de Pittsburgh   | LNH        | 76  | 12               | 14               | 26               | 114              | 10               | 0 | 2                    | 2                    | 17                   |                      |                      |
| 1970-1971  | Penguins de Pittsburgh   | LNH        | 46  | 8                | 3                | 11               | 96               |                  |   |                      |                      |                      |                      |                      |
| 1970-1971  | Rangers de New York      | LNH        | 31  | 2                | 0                | 2                | 52               | 13               | 0 | 1                    | 1                    | 18                   |                      |                      |
| 1971-1972  | Rangers de New York      | LNH        | 76  | 5                | 9                | 14               | 77               | 16               | 0 | 1                    | 1                    | 22                   |                      |                      |
| 1972-1973  | Rangers de New York      | LNH        | 77  | 11               | 15               | 26               | 64               | 9                | 0 | 0                    | 0                    | 7                    |                      |                      |
| 1973-1974  | Rangers de New York      | LNH        | 2   | 0                | 0                | 0                | 0                |                  |   |                      |                      |                      |                      |                      |
| 1973-1974  | Blues de Saint-Louis     | LNH        | 69  | 15               | 29               | 44               | 82               |                  |   |                      |                      |                      |                      |                      |
| 1974-1975  | Canadiens de Montréal    | LNH        | 63  | 6                | 10               | 16               | 44               | 11               | 1 | 1                    | 2                    | 4                    |                      |                      |
| 1975-1976  | North Stars du Minnesota | LNH        | 72  | 9                | 10               | 19               | 94               |                  |   |                      |                      |                      |                      |                      |
| 1976-1977  | Oilers d'Edmonton        | AMH        | 81  | 19               | 34               | 53               | 77               | 5                | 1 | 1                    | 2                    | 2                    |                      |                      |
| Totaux LNH | Totaux LNH               | Totaux LNH | 658 | 80               | 113              | 193              | 724              | 72               | 1 | 5                    | 6                    | 86                   |                      |                      |

## Carrière d'entraîneur
Après sa carrière de joueur, il entame une saison plus tard sa carrière d'entraîneur avec les Oilers. Il reste à la tête de l'équipe jusqu'à la fin de la saison 1988-1989 de la LNH et gagne avec eux à quatre reprises la Coupe Stanley. Il est également le directeur-général de l'équipe et entre 1985 et 1989, il partage ses fonctions d'entraîneur avec John Muckler.
En 1983 sa jeune équipe menée par Wayne Gretzky affronte les Islanders de New York en finale de la Coupe. Les Islanders viennent de gagner les quatre éditions précédents et humilient la jeune équipe en quatre matchs. Cependant, les Oilers apprennent cette année-là ce que cela coûte de gagner et de se battre réellement sur la glace pour la victoire. Sather dira alors : « Cette année-là, nous avons cependant appris une leçon qui allait nous permettre de gagner par la suite ».
Cette même saison, il occupe le poste d'entraîneur pour l'équipe du Canada qui participe à la Coupe Canada 1984 et qui gagne le tournoi en battant en finale la Suède. En 1985-1986, son équipe ne parvient pas à gagner la Coupe Stanley mais ils gagnent tout de même le Trophée des présidents de la meilleure équipe de la saison régulière et Sather remporte le trophée Jack-Adams du meilleur entraîneur de la ligue.
Il met fin temporairement à ses fonctions d'entraîneur après la saison 1988-1989 qui tourne au fiasco avec la défaite au premier tour des séries contre les Kings de Los Angeles et le renfort de Gretzky, cédé par son président, Peter Pocklington, désireux de trouver des finances à des fins personnelles. Il reviendra pour une saison avec les Oilers mais ne parviendra pas à qualifier son équipe pour les séries. À la fin de cette même saison, il est derrière le banc pour l'équipe nationale qui gagne la médaille d'or au championnat du monde.
En 2000, il quitte l'organisation des Oilers pour devenir le président et directeur général des Rangers de New York, poste qu'il occupe toujours en 2015.

### Récompenses
- Ligue nationale de hockey
  - Coupe Stanley : 1984, 1985, 1987 et 1988.
  - Trophée Jack-Adams : 1985
- Équipe du Canada
  - Coupe Canada 1984 : première place
  - championnat du monde 1994 :  Médaille d'or
  - Coupe du monde de hockey 1996 : finaliste

En 1997, il est admis au Temple de la renommée du hockey.